# 義女廟
23°57′25″N 120°57′59″E / 23.957073°N 120.966353°E
義女廟，舊名義女祠，是位於臺灣南投縣埔里鎮同聲里的廟宇，祭祀臺灣民間傳說的天水夫人。

## 傳說

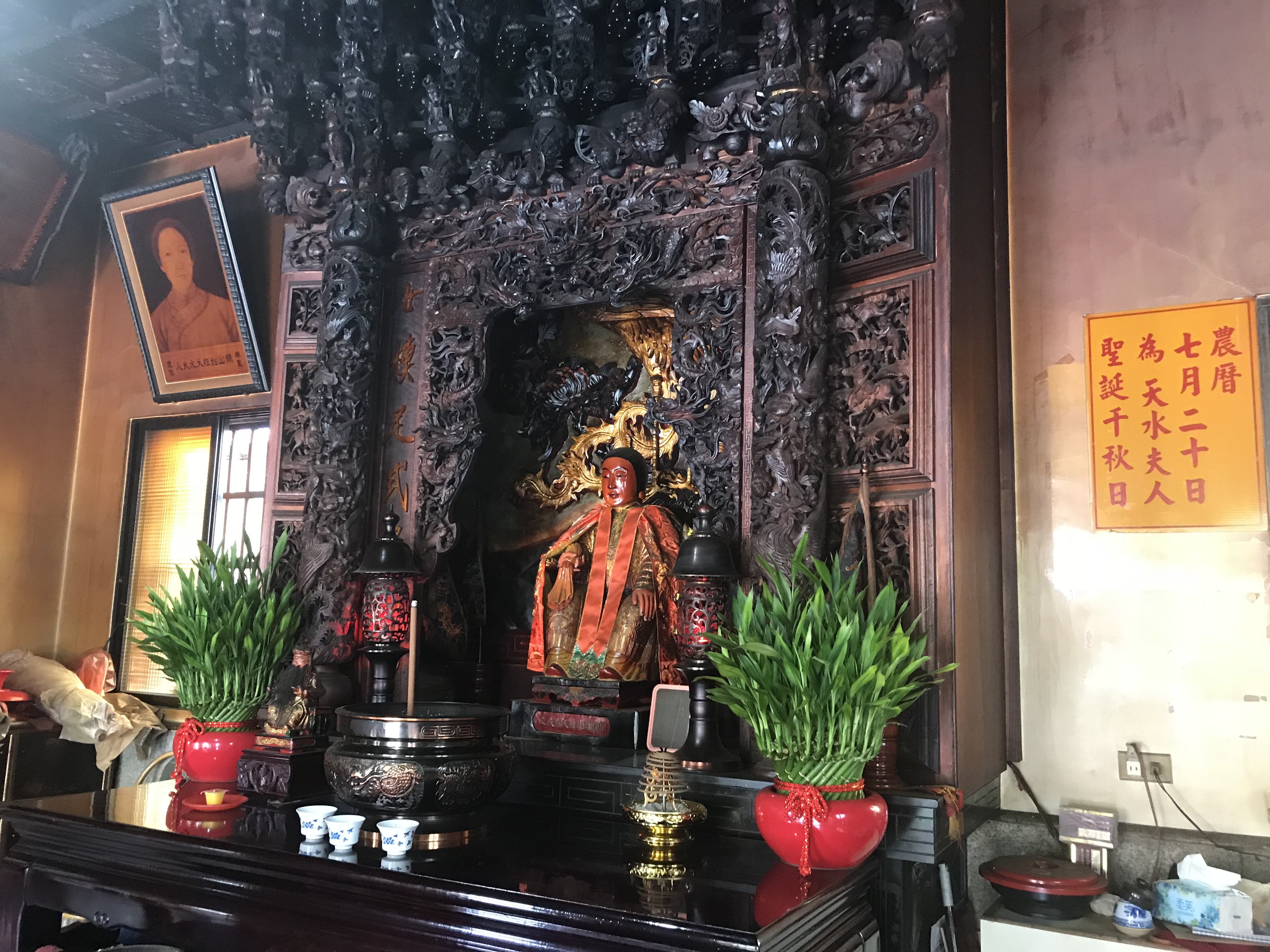
義女廟神像

1930年到1933年間在南投從事銀行業的龍瑛宗，當時常至草屯與埔里。他在回憶1931年經過烏牛欄看望彭華英的文章，提及埔里相傳有一位叫「天賜嬸」或「天水夫人」的日月潭邵族水社番女子，嫁給漢人杜天水（或作杜天賜）為妻。道光初年，在她協調下，漢人得以來埔里盆地開墾，並藉由水社番的支援，穩定了當地局面。一次，一群漢人在南烘溪附近被平埔族人認為是奸細，掠奪他們的地盤，乃決定予以處決。天水夫人立即趕來協調，並開出以貨易貨的條件。平埔族人惟恐漢人食言，就讓天水夫人當人質。可是，送貨的漢人在約定日的十五日因於國姓山區迷路而未依約到來，因此她在烏牛欄山麓被殺。不久，平埔族得知原委後悔悟，與漢人和平相處。
而在歷史上，道光三年（1823年），在邵族的引介下，西部平原的平埔族群道卡斯族、巴宰族、拍瀑拉族、巴布薩族、洪安雅族，舉族移居埔里盆地建立了新的家園。
另一種說法是，天水夫人本姓何、名翠巒，與丈夫在乾隆年間經營名為「鹿港擔埔社」的貨商，常從鹿港到埔里與原住民易貨。她在乾隆卅四年（1770年）因商隊改變回程路線，不走水、集集，而改沿南烘溪至草鞋墩（今中潭公路路線），被當地平埔族扣作人質。然後貿易隊伍因誤入北港溪迷路，未能依約回來，使得天水夫人被殺。
臺灣民間傳說中，天水夫人捨生取義故事、促進族群和諧的故事也跟吳鳳並列。龍瑛宗曾感嘆天水夫人讓平埔族與漢族因此和諧，但他祖先想去埔里發展卻志與願違，因他的來台祖們落腳於東勢時就被原住民砍頭了。

## 沿革
1914年，埔里的水頭、枇杷城、珠子山一帶發生嚴重天災，仕紳羅金水因此倡議興建祭祀天水夫人的廟宇。由羅金水、王明誥等人捐資在距離埔里茄苳樹王公約五十公尺遠的頂茄苳建立義女祠。建廟之初並無神像，而由當地畫家蕭木桂繪畫圖像，後再依圖立神像。
原址在隆生路通往珠格里的左側，原先只是三塊石板的小祠，1973年重建。1988年因配合建都市計畫道路拓寬而拆除。廟方購買舊廟對面七百坪土地，耗六百萬元重建，於1991年1月2日落成，縣長林源朗應邀剪綵。該年並易名「義女廟」，今址為埔里鎮同聲里隆生路93-2號。

## 祭祀
以農曆七月二十日為聖誕、十一月十七日為鎮座紀念日。相傳信徒在此祈求找尋失物十分靈驗。管理員黃俊穎表示有來尋找農具、祈求豐收、想找工作、還有埔里子弟北上開工廠來求客源的，後來都有回來還願。
據居民林金墩所說，山地的原住民也常來祭拜，但他們不會走進來，而在廟外以五體投地方式祭拜。他認為是原住民因知道天水夫人被他們族群所殺，所以不好意思進來。

## 改編
華視製作人李至善在1970年代末搜集了天水夫人的資料，供周萬生的戲劇《三叔公講古》使用。該劇取名「埔里天水嬸」，自1978年午間時段播出。1980年代初，華視由李至善製作、蔡永錫導播的單元劇集《寶島奇女子》，則以她為主角，取名「義女天水嬸」。
中廣新聞網亦曾製播過單元廣播劇「義女祠」。
當地鎮公所則有將她的故事作為兒童遊戲書。